# Первомайская волость (Порховский уезд)
Первомайская волость — административно-территориальная единица в составе Порховского уезда Псковской губернии РСФСР в 1924 — 1927 годах. Центром было село Ясски.
В рамках укрупнения дореволюционных волостей губернии, Первомайская волость была образована в соответствии с декретом ВЦИК от 10 апреля 1924 года из упразднённых Верхнешелонской, части Дновской (до реки Белки) волостей и разделена на сельсоветы: Малышевский, Новосклевский, Шиловский, Яссковский. В январе 1927 года был образован Гривский сельсовет.
В рамках ликвидации прежней системы административно-территориального деления РСФСР (волостей, уездов и губерний), Первомайская волость была упразднена в соответствии с Постановлением Президиума ВЦИК от 1 августа 1927 года, а её территория была включена в состав Дедовичского района Псковского округа Ленинградской области.